# Giuseppe Buoni
Giuseppe Buoni detto Figlio di Bonino (Siena, 12 luglio 1825 – Siena, 1º aprile 1874) è stato un fantino italiano, 8 volte vincitore del Palio di Siena.

## Carriera
Figlio di Giovanni Buoni detto Bonino (tre volte vincitore del Palio, e da cui deriva il soprannome), era maniscalco di mestiere. Ebbe una vita assai turbolenta: addirittura nel 1851 subì cinque arresti nell'arco di cinque mesi, per furti e altri reati minori. Nel 1853 venne condannato a due anni di carcere, con l'accusa di omicidio. Nel 1842 fu costretto a passare quattro ore in carcere per aver forzato la "mossa" durante una delle prove del Palio di agosto.
La sua prima vittoria in Piazza del Campo avvenne il 3 luglio 1842 con i colori del Bruco, riuscendo a bissare anche nell'agosto successivo sempre nel Bruco, centrando così il "cappotto" personale e per la contrada di via del Comune.
Due anni più tardi vinse in agosto nel Valdimontone, un anno dopo nel Drago, e ancora nel luglio 1847 nel Bruco. La costanza di risultati venne meno proprio a partire dagli anni successivi, che coincisero con il carcere e con una vita assai turbolenta. Assente dal 1852 al 1854, tornò in Piazza nel 1855, e centrò la vittoria un anno più tardi nella Torre.
Nel 1860 vinse nell'Onda il Palio straordinario del 27 aprile, corso in onore di Vittorio Emanuele II. Dopo la vittoria, il Re donò al fantino la somma di 200 lire.
L'ultimo successo del Figlio di Bonino è datato 2 giugno 1862, in occasione del turbolento Palio di Provenzano corso in anticipo per celebrare la Festa dello Statuto. Alla "mossa", indetta per il 1º giugno, la Tartuca con Bachicche anticipò la partenza; gli altri fantini lo seguirono, urtando violentemente contro il canape e cadendo sul tufo: a causa delle cadute, morirono i cavalli della Lupa e della stessa Tartuca. La confusione in Piazza aumentò a dismisura, fomentata anche dalla presenza di granatieri con fucile puntato ad alzo zero sulla folla, nel tentativo di sedare i disordini. Il Palio fu quindi rinviato al giorno successivo, e venne corse da sole otto contrade, essendo Tartuca e Lupa senza più cavallo. Buoni corse nell'Istrice, e riuscì ad approfittare dell'invasione di pista di numerosi contradaioli, che tentavano di fermare il cavallo scosso della Torre, il quale si stava involando al successo. Il drappellone venne consegnato agli istriciaioli solo la mattina successiva, a causa delle vibranti proteste dei torraioli, scoppiate subito dopo la fine della corsa.

## Presenze al Palio di Siena
Le vittorie sono evidenziate ed indicate in neretto.
| Palio           | Contrada     | Cavallo                   | Note   |
| --------------- | ------------ | ------------------------- | ------ |
| 2 luglio 1841   | Pantera      | Baio di P. Chiantini      |        |
| 16 agosto 1841  | Pantera      | Morello di G. Soldani     |        |
| 18 agosto 1841  | Istrice      | ?                         |        |
| 3 luglio 1842   | Bruco        | Morello di L. Riccucci    |        |
| 17 agosto 1842  | Bruco        | Morello di L. Riccucci    |        |
| 18 agosto 1842  | Drago        | Morello di G. Buoni       | scosso |
| 2 luglio 1843   | Valdimontone | Morello di L. Mariotti    |        |
| 16 agosto 1843  | Bruco        | Morello di G. B. Bernini  |        |
| 2 luglio 1844   | Onda         | Morello di A. Riccucci    |        |
| 16 agosto 1844  | Valdimontone | Morello di L. Barbetti    |        |
| 2 luglio 1845   | Lupa         | Morello di L. Bernini     |        |
| 17 agosto 1845  | Drago        | Morello di L. Barbetti    |        |
| 2 luglio 1846   | Drago        | Sauro di L. Grandi        | scosso |
| 16 agosto 1846  | Drago        | Morello di C. Meini       |        |
| 4 luglio 1847   | Bruco        | Morello di R. Buonsignori |        |
| 16 agosto 1847  | Istrice      | Baio di P. Bandini        |        |
| 15 agosto 1848  | Selva        | Morello di L. Barbetti    |        |
| 2 luglio 1849   | Giraffa      | Baio di L. Saracini       |        |
| 16 agosto 1849  | Tartuca      | Morello di F. Fioravanti  |        |
| 21 ottobre 1849 | Tartuca      | Morello di G. Collini     |        |
| 2 luglio 1850   | Onda         | Morello di P. Cianchelli  | scosso |
| 16 agosto 1850  | Civetta      | Baio di C. Bassignani     |        |
| 3 luglio 1851   | Torre        | Morello di G. Pasciarelli |        |
| 2 luglio 1855   | Torre        | Baio di G. Merlotti       |        |
| 2 luglio 1856   | Giraffa      | Grigio di P. Bandini      |        |
| 17 agosto 1856  | Torre        | Morello di S. Franci      |        |
| 2 luglio 1857   | Bruco        | Baio dei F. lli Merlotti  |        |
| 16 agosto 1857  | Drago        | Morello di G. B. Semplici |        |
| 27 aprile 1860  | Onda         | Morello di F. Bandini     |        |
| 16 agosto 1860  | Pantera      | Grigio di F. Fabbri       |        |
| 16 agosto 1861  | Drago        | Morello di O. Gigli       |        |
| 2 giugno 1862   | Istrice      | Baio di P. Cianchelli     |        |
| 2 luglio 1863   | Torre        | Morello di G. Donati      |        |
| 3 luglio 1864   | Onda         | Morello di B. Franci      |        |
| 2 luglio 1865   | Aquila       | Baio di E. Cecconi        |        |
| 16 agosto 1865  | Drago        | Morello di A. Franci      |        |
| 16 agosto 1868  | Chiocciola   | Morello di G. Merlotti    |        |